# Lista de partidos políticos na Oceania por país

## Austrália e Nova Zelândia
|               | País          | Vários partidos | Dois partidos | Partido dominante | Partido único | Sem partido |
| ------------- | ------------- | --------------- | ------------- | ----------------- | ------------- | ----------- |
| Austrália     | Austrália     | •               |               |                   |               |             |
| Ilha Norfolk  | Ilha Norfolk  |                 |               |                   |               | •           |
| Nova Zelândia | Nova Zelândia | •               |               |                   |               |             |

## Melanésia
|                  | País             | Vários partidos | Dois partidos | Partido dominante | Partido único | Sem partido |
| ---------------- | ---------------- | --------------- | ------------- | ----------------- | ------------- | ----------- |
| Fiji             | Fiji             |                 | •             |                   |               |             |
| Nova Caledónia   | Nova Caledónia   | •               |               |                   |               |             |
| Papua-Nova Guiné | Papua Nova Guiné | •               |               |                   |               |             |
| Ilhas Salomão    | Ilhas Salomão    | •               |               |                   |               |             |
| Vanuatu          | Vanuatu          | •               |               |                   |               |             |

## Micronésia
|                                 | País                            | Vários partidos | Dois partidos | Partido dominante | Partido único | Sem partido |
| ------------------------------- | ------------------------------- | --------------- | ------------- | ----------------- | ------------- | ----------- |
| Estados Federados da Micronésia | Estados Federados da Micronésia |                 |               |                   |               | •           |
| Guam                            | Guam                            |                 | •             |                   |               |             |
| Kiribati                        | Kiribati                        |                 | •             |                   |               |             |
| Ilhas Marshall                  | Ilhas Marshall                  |                 |               |                   |               | •           |
| Nauru                           | Nauru                           |                 |               |                   |               | •           |
| Marianas Setentrionais          | Marianas Setentrionais          | •               |               |                   |               |             |
| Palau                           | Palau                           |                 |               |                   |               | •           |

## Polinésia
|                    | País               | Vários partidos | Dois partidos | Partido dominante | Partido único | Sem partido |
| ------------------ | ------------------ | --------------- | ------------- | ----------------- | ------------- | ----------- |
| Ilhas Cook         | Ilhas Cook         |                 | •             |                   |               |             |
| Ilhas Pitcairn     | Ilhas Pitcairn     |                 |               |                   |               | •           |
| Niue               | Niue               |                 |               |                   |               | •           |
| Polinésia Francesa | Polinésia Francesa | •               |               |                   |               |             |
| Samoa              | Samoa              |                 |               | •                 |               |             |
| Samoa Americana    | Samoa Americana    |                 |               |                   |               | •           |
| Tokelau            | Tokelau            |                 |               |                   |               | •           |
| Tonga              | Tonga              |                 |               |                   |               | •           |
| Tuvalu             | Tuvalu             |                 |               |                   |               | •           |
| Wallis e Futuna    | Wallis e Futuna    | •               |               |                   |               |             |